# BrowserID
BrowserID är en inloggningsmetod för hemsidor framtagen av Mozilla Identity team. Den implementerar Verified Email Protocol, vilket låter en användare bevisa att han eller hon har tillgång till en viss e-postadress.
För att BrowserID ska fungera krävs att webbläsaren stödjer Verified Email Protocol, men då protokollet kan implementeras med Javascript fungerar BrowserID redan i alla moderna webbläsare. Webbläsaren kommunicerar sedan med en e-posttjänst, exempelvis Gmail eller Hotmail, vilken autentiserar användaren, oftast genom att användaren anger sitt lösenord. Om en e-posttjänst inte har stöd för Verified Email Protocol kan en så kallad Sekundär Auktoritet fungera som mellanhand. Den sekundära auktoriteten kan exempelvis skicka ett mail med en hemlig länk till den angivna e-postadressen. Om länken används vet den sekundära auktoriteten att användaren har tillgång till e-postkontot och kan autentisera användaren. 